# Fabio Malberti
Fabio Malberti (nascido em 16 de novembro de 1976) é um ex-ciclista italiano, que tornou-se um piloto profissional no ano de 1998. Competiu para a equipe portuguesa Liberty Seguros Continental, em 2002.